# La Cueva, Jalisco
La Cueva är en ort i Mexiko.   Den ligger i kommunen Cañadas de Obregón och delstaten Jalisco, i den centrala delen av landet, 400 km nordväst om huvudstaden Mexico City. La Cueva ligger 1 740 meter över havet och antalet invånare är 181.
Terrängen runt La Cueva är en högslätt. Runt La Cueva är det ganska tätbefolkat, med 58 invånare per kvadratkilometer. Närmaste större samhälle är Jalostotitlán, 15,8 km sydost om La Cueva. I omgivningarna runt La Cueva växer huvudsakligen savannskog.